# Игуменов, Виктор Михайлович
Виктор Михайлович Игуменов (род. 10 марта 1943, Омск) — советский борец классического стиля, пятикратный чемпион мира (1966, 1967, 1969-71), чемпион Европы (1970), двукратный чемпион СССР (1965, 1970) по классической борьбе. Заслуженный мастер спорта СССР (1966), заслуженный тренер СССР (1976), доктор педагогических наук (1992), профессор (1987). Наиболее известен тем, что сборная СССР под его руководством на Олимпийских играх 1976 года в Монреале завоевала в десяти весовых категориях семь золотых, две серебряных и одну бронзовую медаль. Также в источниках называется «возможно самым великим борцом, не завоевавшим олимпийской награды».

## Биография
Родился в 1943 году в Омске, окончил школу № 1. Борьбой начал заниматься в 1958 году у молодого тренера Александра Кудинова. В 1961 году в Волгограде победил на первенстве спортивного общества «Спартак» среди юношей, а затем победил на первенстве СССР в Киеве. В 1962 году стал чемпионом ВЦСПС уже среди взрослых, выполнив норматив мастера спорта. В 1964 году победил на чемпионате РСФСР в Астрахани, и в 1965 году стал чемпионом СССР. Был включен в сборную команду страны.
В 1966 году дебютировал на чемпионате мира и одержал там победу, в 1967 году подтвердил своё звание чемпиона мира. На Олимпийские игры 1968 года ехал в ранге явного фаворита.
На Летних Олимпийских играх 1968 года в Мехико боролся в весовой категории до 78 килограммов (полусредний вес). Победитель турнира определялся по количеству штрафных баллов к окончанию турнира, штрафные баллы начислялись борцу в любом случае, кроме чистой победы, так победа по очкам приносила 1 штрафной балл, проигрыш по очкам 3 штрафных балла. Участник, набравший 6 штрафных баллов выбывал из турнира. В категории боролись 22 спортсмена.
В первых двух встречах действующий двукратный чемпион мира без особых проблем победил своих соперников, причём главных конкурентов. В третьей схватке встречался с нетитулованным норвежским спортсменом Харальдом Барли. Виктор Игуменов с первых секунд встречи пошёл в атаку, и как сам вспоминает: «Провёл я бросок прогибом и застрял на мосту. Вскочил на ноги и снова пытаюсь провести тот же приём. Уверен был, что случайно проиграл два балла». В результате, Виктор Игуменов на второй минуте схватки оказался на лопатках, набрал в общей сложности шесть штрафных баллов и из турнира выбыл. Борец находит объяснение в тренерской ошибке:

 — 1968 год, Олимпиада в Мехико. Я выиграл две схватки у основных конкурентов, болгарина и румына. Третья — с норвежцем. Я настраиваюсь. И вдруг подходит один тренер: «С кем борешься?» С Барли, отвечаю. Он усмехнулся: «Да с кем там бороться?!» Меня вот эта фраза — «с кем там бороться?» — так взвинтила, что я с первой же секунды пытался норвежца бросить. Без подготовки. На ровном месте придумал стресс. 

— Как нужно было? 

— Успокоить меня, а не взвинтить! Сказать: «Парень-то не подарок. Работай, как обычно, не торопись. Все будет хорошо».— http://www.sport-express.ru/newspaper/2012-07-06/8_1/
Главный тренер сборной В. В. Громыко описывал историю так:

 Виктор Игуменов в первых двух поединках «пробил» по баллам основных своих конкурентов. В третьем жребий наконец смилостивился над ним, подарил норвежца Барли…Только встретились в центре ковра, скрестили захваты — и сразу бросок. Неудачно. Виктор поднимается, улыбается — ничего, бывает. И опят в захват. Захват высокий, неудобный. Но и противник не высшего класса. Сойдет и так… Бросок! Барли обвис, Виктор еще пытается перетянуть через себя, уже над самым ковром скрутить в сторону, стряхнуть с себя… Поздно. Свисток судьи. Тысяча тренировок, лишений, центнеры пота, надежды, мечта — все в уплату за самонадеянность, небрежность. — http://grb-22.narod.ru/bi-biblioteka-gromiko.htm
После олимпийских игр, встречаясь с Барли, Виктор Игуменов трижды его побеждал, из них дважды на туше.
| Круг | Соперник      | Страна   | Результат | Основание                  | Время схватки |
| ---- | ------------- | -------- | --------- | -------------------------- | ------------- |
| 1    | Методи Зарев  | Болгария | Победа    | По очкам (1 штрафной балл) | -             |
| 2    | Йон Цэрану    | Румыния  | Победа    | По очкам (1 штрафной балл) | -             |
| 3    | Харальд Барли | Норвегия | Поражение | Туше (4 штрафных балла)    | 1:39          |

Все три года межолимпийского цикла (1969, 1970, 1971) Виктор Игуменов побеждал на чемпионатах мира, став пятикратным чемпионом мира, и снова ехал на Олимпиаду в ранге явного фаворита.
На Летних Олимпийских играх 1972 года в Мюнхене боролся в весовой категории до 74 килограммов (полусредний вес). Регламент турнира остался прежним, в категории боролись 20 спортсменов.
Но Виктора Игуменова преследовало невезение. Перед соревнованиями в контрольной схватке он боролся с Геннадием Сапуновым, и проводя резкий приём, сломал ребро. В результате, победив в первой встрече, после второй был вынужден сняться с соревнований.

В Мюнхене первую схватку я выиграл. Но осознал: сложно мне будет. Дышать нечем. Ребро для борца — самая опасная травма. Плечо-то заморозкой приведешь в порядок, снимешь боль. Дотерпишь. А с ребром терпеть нереально. Вдохнуть не можешь!— http://www.sport-express.ru/newspaper/2012-07-06/8_1/
| Круг | Соперник            | Страна  | Результат | Основание                  | Время схватки |
| ---- | ------------------- | ------- | --------- | -------------------------- | ------------- |
| 1    | Франц Бергер        | Австрия | Победа    | По очкам (1 штрафной балл) | -             |
| 2    | Петрос Галактопулос | Греция  | Ничья     | (2 штрафных балла)         | -             |

После олимпийских игр оставил активную карьеру, и в 29 лет стал главным тренером сборной страны по классической борьбе. Виктором Игуменовым был составлен перспективный (на весь межолимпийский цикл) план подготовки сборной команды к олимпийским играм. Уже в 1975 году сборная под его руководством на чемпионате мира по борьбе завоевала восемь из десяти золотых медалей. В 1976 году на олимпийских играх сборная СССР выступила триумфально, завоевала семь золотых, две серебряные и одну бронзовую медали. За этот успех Виктор Игуменов был награждён Орденом Ленина и в 32 года стал Заслуженным тренером СССР. После олимпийских игр оставил и активную тренерскую карьеру, сосредоточившись на научной.
Окончил Омский государственный институт физической культуры (1964). Ещё в 1972 году защитил кандидатскую диссертацию на тему «Исследование влияния предстартового эмоционального возбуждения борцов высокой квалификации на результаты их выступлений». С 1976 по 1979 год являлся проректором по учебной работе Государственного Центрального института физической культуры (ГЦОЛИФК). С 1979 по 1986 год был заместителем председателя Комитета по физической культуре и спорту при Совете Министров СССР. С 1987 года был ректором Государственного Центрального института физической культуры (ГЦОЛИФК). С 1993 года — заведующий кафедрой теории и методики спортивных единоборств. В 1996—2000 годах — директор Института повышения квалификации РГАФК, с 2000 года — проректор Российского государственного университета физической культуры и заведующий кафедрой теории и методики единоборств, с 2012 года оставил пост проректора в связи с достижением предельного возраста. Профессор специализации теории и методики греко-римской борьбы.
Доктор педагогических наук. Автор более чем 100 научных работ, в том числе учебника для педагогических вузов «Спортивная борьба» (1994, соавтор); учебного пособия «Основы методики становления и совершенствования технико-тактического мастерства в классической борьбе» (1984, соавтор); учебно-методического пособия «Организация и проведение соревнований по классической борьбе» (1986), «Психолого-педагогическая характеристика деятельности преподавателя-тренера по борьбе» (1986), «Стандартизация средств и методов контроля за физической подготовленностью борцов старших разрядов» (1987, соавтор), «Физиологическая характеристика борьбы» (1992, соавтор). Почётный доктор наук Корейского национального колледжа физической культуры. Академик Российской академии естественных наук. Подготовил 20 чемпионов Европы, мира и Олимпийских игр, 7 кандидатов наук..
Первый вице-президент Федерации спортивной борьбы России. Создатель и почётный Президент первого в России негосударственного научного учебно-спортивного образовательного учреждения «Академия спортивных единоборств».
Заслуженный работник физической культуры Российской Федерации (1996). Кавалер орденов Ленина, «Знак Почёта», Дружбы народов, награждён медалями ордена «За заслуги перед Отечеством» 2 степени и в память 850-летия Москвы. Член Зала славы борьбы FILA (2013).
Женат, от брака имел сына и дочь. Сын погиб в автокатастрофе в 1997 году. Дочь живёт в Великобритании, внучка окончила там же университет.